# Вільченець-Фабянський
Вільченець-Фабянський (пол. Wilczeniec Fabiański, нім. Wolfshuben) — село в Польщі, у гміні Фабянки Влоцлавського повіту Куявсько-Поморського воєводства.
Населення — 143 особи (2011).
У 1975-1998 роках село належало до Влоцлавського воєводства.

## Демографія
Демографічна структура станом на 31 березня 2011 року:
|          | Загалом | Допрацездатний вік | Працездатний вік | Постпрацездатний вік |
| -------- | ------- | ------------------ | ---------------- | -------------------- |
| Чоловіки | 79      | 20                 | 55               | 4                    |
| Жінки    | 64      | 16                 | 37               | 11                   |
| Разом    | 143     | 36                 | 92               | 15                   |